# Vloeistoflaser
Een vloeistoflaser is een laser waarbij het actief medium een vloeistof is. Dit staat dus in tegenstelling tot een vastestoflaser of een gaslaser.
Een voorbeeld van een vloeistoflaser is de kleurstoflaser. In de regel hebben vloeistoflasers minder efficiëntie en betrouwbaarheid.